# Eutoxeres
Eutoxeres là một chi chim trong họ Chim ruồi.

## Hình ảnh

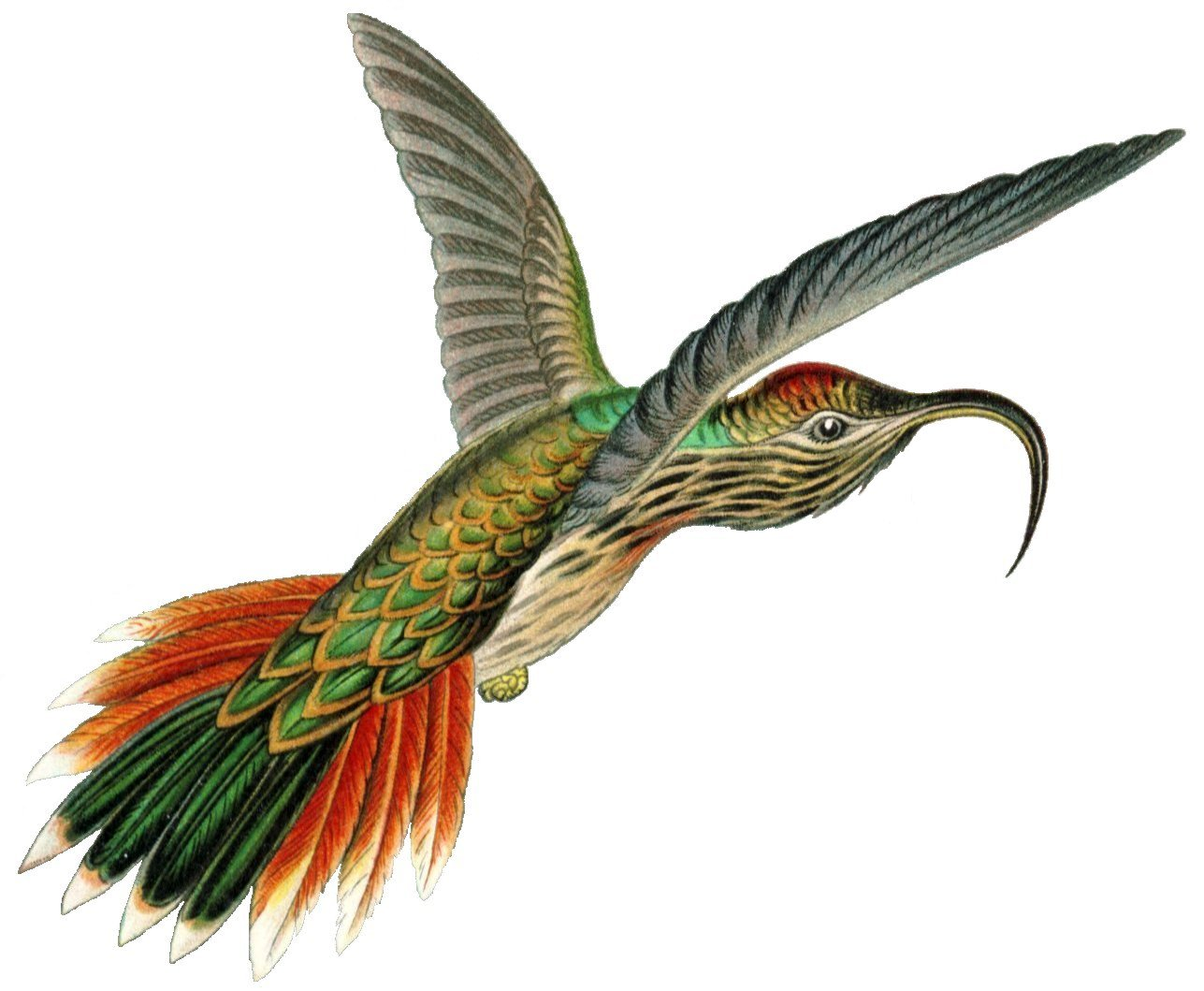
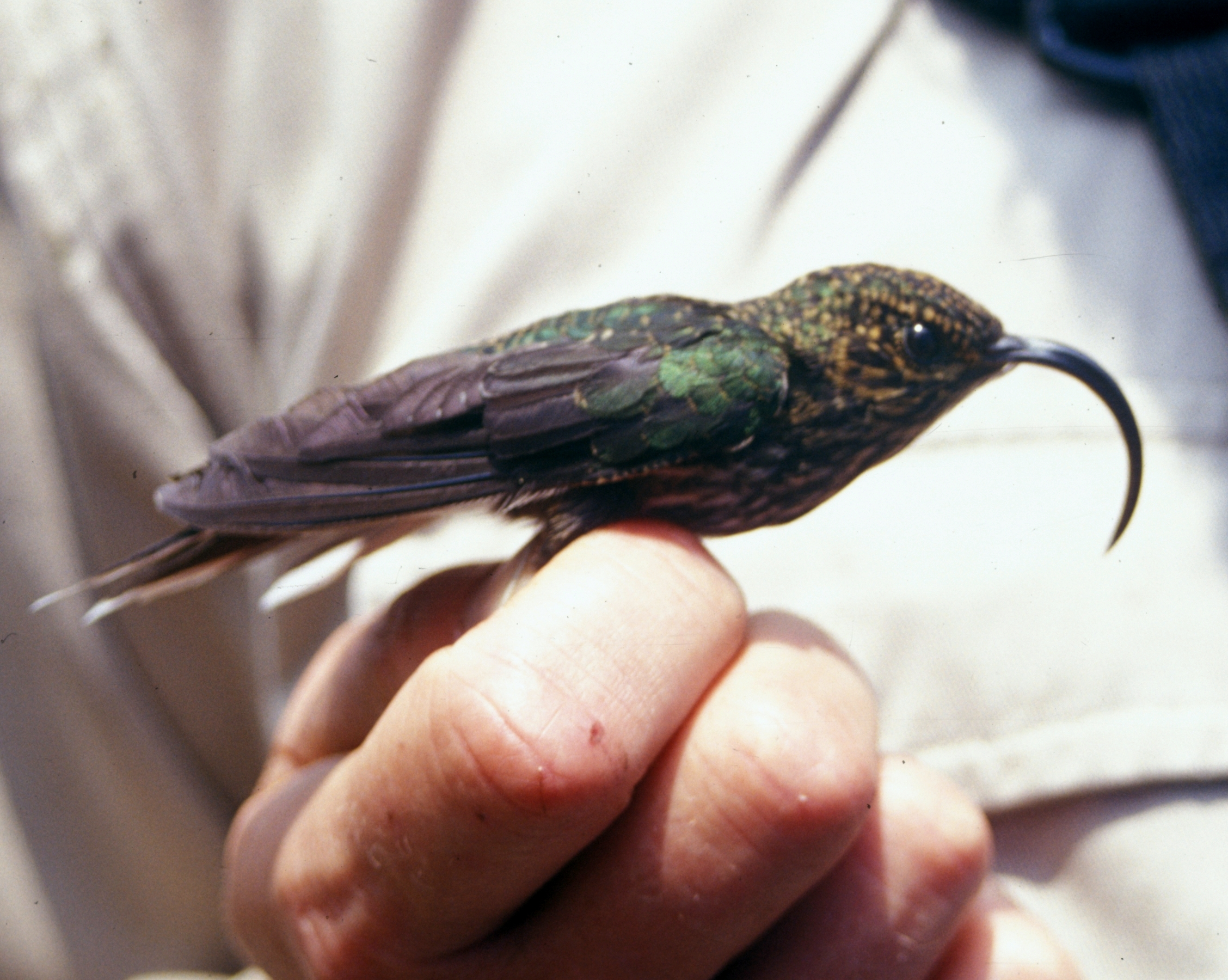